# Trichosalpinx manningii
Trichosalpinx manningii är en orkidéart som beskrevs av Carlyle August Luer. Trichosalpinx manningii ingår i släktet Trichosalpinx och familjen orkidéer.
Artens utbredningsområde är Peru. Inga underarter finns listade i Catalogue of Life.